# Володимир Косидло
Володимир Косидло (пол. Wołodymyr Kosidło; нар. 1 листопада 1897, Рудка, Волинська губернія — після 1955) — український громадсько-політичний діяч, депутат 5-го сейму Польської Республіки (1918—1939).

## Життєпис
Володимир Косидло народився 1 листопада 1897 року в містечку Рудка Дубенського повіту Волинської губернії в родині лісника. Здобув вчительську освіту в дворічній педагогічній школі у Житомирі (1915—1917), після чого був призваний до війська та направлений до військового училища в Києві. Через хворобу суглобів змушений був залишити військову службу та повернувся до рідного села, де почав вчителювати. Мав власне господарство площею 14 га.
Наприкінці 1918 року був мобілізований в армію Української держави Павла Скоропадського, а після падіння Гетьманату знову повернувся до вчителювання.
З 1925 року працював у школі села Ужинці Млинівської гміни Дубенського повіту, спочатку вчителем, а згодом директором. Організував у селі районову кооперативу та молочарську філію, за що був нагороджений польською державною відзнакою «Срібний хрест заслуги».
Володимир Косидло був прихильником українсько-польського порозуміння та належав до проурядової регіональної української партії Волинське Українське об'єднання (ВУО). Брав участь у з'їздах цієї партії, був членом Головної ради ВУО від Дубенського повіту. З 1931 року обирався радним Млинівської гміни, виконував обов'язки голови ревізійної комісії.
У 1938–1939 роках був членом Сейму — обраний в окрузі № 1000. 60 Дубно-Кременець. Володимир Косидло, подібно до інших українських представників від Волині у польському сеймі V скликання, був членом проурядової регіональної партії ВУО. Ця партія брала участь у виборах разом із правлячим блоком — Табором національного єднання. У сеймі приєднався до Української парламентарної репрезентації Волині (УПР Волині), згодом став її секретарем. Як посол, Володимир Косидло виступав за українізацію Православної Церкви в Польщі, підтримував розвиток української культури та освіти.
З початком Другої світової війни повернувся до роботи директором початкової школи в Ужинцях, згодом обіймав посади в системі народної освіти Млинівського району. Під час німецької окупації був бургомістром міста Дубно. За даними дослідження, на цій посаді він допомагав місцевим жителям, радянським військовополоненим та євреям.
Після закінчення війни виїхав з родиною до Польщі, де у 1948 році був заарештований органами МДБ та засуджений. 1955 року термін ув'язнення було зменшено до вже відбутого.
У 1993 році Володимир Косидло був реабілітований в Україні, але через два роки реабілітація була скасована у зв'язку зі звинуваченнями у «зраді радянській батьківщині».